# Каим (ракета)

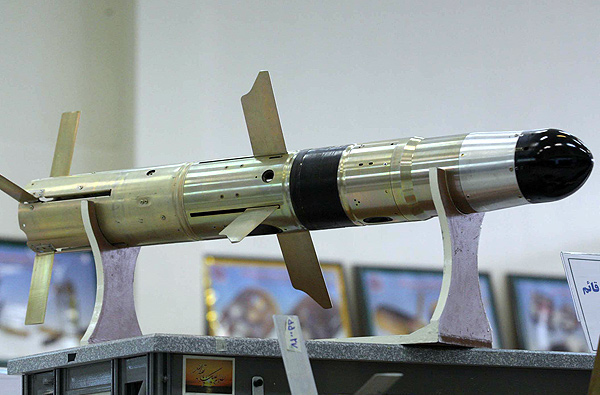
ЗУР «Каим»

Каим (перс. قائم‎, Ghaem или Qaem) — относится к двум совершенно отдельным иранским вооружениям: планирующая бомба и ракете класса земля-воздух (ЗУР). Имеющие  одинаковые размеры, оба они разработаны на основе ракеты Туфан (Toophan), но являются отдельными системами оружия.

## ЗУР
Полутяжёлый ЗРК иранского производства способен поражать малоскоростные и маловысотные воздушные цели, особенно ударные вертолёты, оснащенные броневой защитой. 
Этот тип ракет может запускаться как с поверхности, так и с вертолёта. 
Производится с 2008 года.
Вероятно, это оружие было спроектировано и построено на основе противотанковых ракет Туфан («Шторм»), которые сами являются производными от американских противотанковых ракет «Тоу».
Никакой информации о технических характеристиках этой ракеты не публиковалось, но, судя по опубликованным фотографиям и внешнему виду, она имеет длину около 120 см, вес от 18 до 20 кг и диаметр около 150 мм. Поскольку дальность ракеты «Туфан» составляет 3,5 км, вполне вероятно, что и эта ракета имеет такую же дальность.
Управляемая ракета имеет возможность наведения по лазерному лучу и устойчива к средствам радиоэлектронной борьбы и воздействию средств РЭБ со стороны противника.
История
Ракеты серийно производятся Исламской Республикой Иран. Производственная линия была введена в эксплуатацию в присутствии Сардара Ахмада Вахиди в течение десятилетия Фаджр 2008 года.

## Планирующая бомба
Совершенно не связанный с Ираном боеприпас, но также названный «Каим». Носителями являются БПЛА Qods Mohajer-6 и Hamaseh.
Qaem доступен в четырех вариантах: Qaem 1 с предполагаемой инфракрасной ГСН; 
и вариант, названный просто Qaem, с предполагаемым лазерным наведением. 
Более крупный вариант, названный Qaem-5, с телевизионным наведением; и ещё более крупный вариант под названием Qaem-9, также с телевизионным наведением.
Планирующая бомба Qaem A2G похожа на планирующую бомбу Sadid-345, но имеет другие крылья и размер.